# Barna

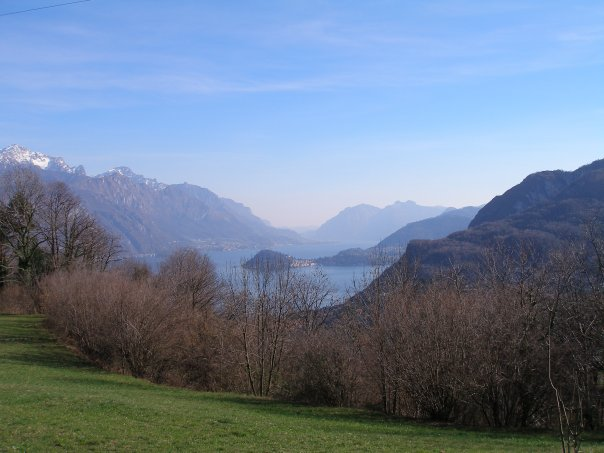
Il lago di Como visto da Barna.

Barna (Barna anche nel dialetto locale) è una frazione del comune di Plesio in provincia di Como di 91 abitanti (44 maschi e 47 femmine).
Nel Compartimento territoriale specificante le cassine del 1751 Barna viene citato come comune autonomo, mentre due anni dopo, nel 1753, nell'Indice delle pievi e comunità dello Stato di Milano il comune di Plesio con Barna è inserito nella pieve di Menaggio. La dizione Comune di Plesio con Barna sarà mantenuta in tutti i documenti fino al 1821, dove, in seguito a dispaccio governativo, si citerà il Comune di Plesio con Barna, Ligomna e Logo. Infine a partire dal 1853 col compartimento territoriale della Lombardia, si cita il Comune di Plesio che comprendeva le frazioni di Barna, Calviseglio, Ligomna e Logo.
La parrocchia di Santa Maria Maddalena di Barna è stata eretta nel 1636 con territorio smembrato dalla parrocchia di San Fedele di Plesio dal vescovo di Como Lazzaro Carafino.

La chiesa venne consacrata nel 1690, è a navata unica con tre cappelle laterali e conserva un bel crocefisso secentesco in legno, un organo "Carcano" del 1851 e dipinti.
Nel 1399 si stabilisce a Barna il capostipite della famiglia Bolza, Ambrogio De Bulziis.

Un Bolza è tra i segretari del duca di Milano Filippo Maria Visconti nel 1423. Il 7 settembre 1739 il re di Spagna Carlo II crea conte il nobile Gianbattista Bolza che, già ambasciatore e ministro plenipotenziario in Polonia ed in Sassonia, combinò il matrimonio tra il re di Napoli Carlo Borbone e la quindicenne Amalia Wulberga, figlia di Federico II re di Polonia nel 1738.

Il conte Luigi Bolza, tristemente famoso nel risorgimento italiano come commissario della polizia austriaca, è originario di questa famiglia. Persecutore dei patrioti milanesi, divenne poi ministro del culto e dell'istruzione in Vienna.
Nativo di Barna è Pacifico Bianchi, classe 1902, comunista e volontario nella Guerra civile spagnola incorporato nel II battaglione della Brigata Garibaldi, ferito e ricoverato all'ospedale di Sagarot. Schedato al casellario politico centrale al n° 621 e ricercato dal regime fascista, emigrò in Francia.
Seppellito a Barna è anche Angelo Mantovani, anch'esso volontario nella Guerra civile spagnola. Operaio meccanico dal 1928 a Milano (dopo una parentesi francese), vigilato dalla polizia per le sue idee antifasciste, espatria clandestinamente nell'agosto '31 in Svizzera e pare stabilirsi a Ginevra e quindi a Basilea dove nel '36 viene arrestato e condannato per aver portato via un gagliardetto alla locale sede fascista. Arruolato in formazioni spagnole, forse anarchiche, nel maggio '37 è sul fronte di Huesca, dove risulta ferito. Il Corpo Volontari Italiani lo dà per caduto sul fronte dell'Ebro nel settembre '38, ma alla fine di quel mese risulta al centro di recupero Cardedeu e nel febbraio '39 nel campo di concentramento francese di Argelès.